# Torneo de Umag 2023
El Plava Laguna Croatia Open Umag 2023 fue un torneo de tenis perteneciente al ATP Tour 2023 en la categoría ATP Tour 250. El torneo tuvo lugar en la ciudad de Umag (Croacia), desde el 24 hasta el 30 de julio de 2023 sobre tierra batida.

## Distribución de puntos
| Modalidad            | Campeón | Finalista | Semifinales | Cuartos de final | 2ª ronda | 1ª ronda | Clasificados | 2ª ronda de clasificación | 1ª ronda de clasificación |
| Individual masculino | 250     | 165       | 100         | 50               | 25       | 0        | 13           | 7                         | 0                         |
| Dobles masculino     | 250     | 150       | 90          | 45               | 20       | 0        | -            | -                         | -                         |

## Cabezas de serie

### Individuales masculino
| Tenista               | Ranking | Preclasificados |
| Jiří Lehečka          | 33      | 1               |
| Lorenzo Sonego        | 42      | 2               |
| Sebastian Ofner       | 58      | 3               |
| Roberto Carballés     | 60      | 4               |
| Christopher O'Connell | 67      | 5               |
| Stan Wawrinka         | 74      | 6               |
| Matteo Arnaldi        | 75      | 7               |
| Albert Ramos          | 79      | 8               |

- Ranking del 17 de julio de 2023.[2]

### Dobles masculino
| Tenista                         | Ranking | Preclasificados |
| Simone Bolelli Andrea Vavassori | 85      | 1               |
| Sadio Doumbia Fabien Reboul     | 89      | 2               |
| Francisco Cabral Rafael Matos   | 96      | 3               |
| Ariel Behar Adam Pavlásek       | 100     | 4               |

## Campeones

### Individual masculino
Alexei Popyrin venció a  Stan Wawrinka por 6-7(5-7), 6-3, 6-4

### Dobles masculino
Blaž Rola /  Nino Serdarušić vencieron a  Simone Bolelli /  Andrea Vavassori por 4-6, 7-6(7-2), [15-13]